# Leichtathletik-Weltmeisterschaften 2015/Teilnehmer (Aruba)
| Gelbes Symbol für Goldmedaillen mit stilisierten Olympischen Ringen | Graues Symbol für Silbermedaillen mit stilisierten Olympischen Ringen | Braundes Symbol für Bronzemedaillen mit stilisierten Olympischen Ringen |
| ------------------------------------------------------------------- | --------------------------------------------------------------------- | ----------------------------------------------------------------------- |
| —                                                                   | —                                                                     | —                                                                       |

Der Leichtathletikverband Arubas nominierte einen Athleten für die Leichtathletik-Weltmeisterschaften 2015 in der chinesischen Hauptstadt Peking.

## Ergebnisse

### Männer

#### Sprung/Wurf
| Athlet        | Disziplin  | Qualifikation         | Qualifikation | Finale     | Finale |
| Athlet        | Disziplin  | Weite/Höhe            | Platz         | Weite/Höhe | Platz  |
| ------------- | ---------- | --------------------- | ------------- | ---------- | ------ |
| Quincy Breell | Weitsprung | ohne gültigen Versuch | -             | –––        | –––    |